# Theatre of Pain
Theatre of Pain é o terceiro álbum de estúdio da banda de heavy metal Mötley Crüe, foi lançado em 21 de junho de 1985.
Contém os hits "Smokin' in the Boys Room" e "Home Sweet Home". O álbum alcançou o número 6 nas tabelas norte-americanas e o número 36 no Reino Unido.  Obteve quádrupla platina, certificada pela RIAA em 1995.

## Faixas
Todas as letras por Nikki Sixx exceto "Smokin' in the Boys Room", escrita por Cub Koda. 
- "City Boy Blues" (Sixx, Mars, Neil) - 4:10
- "Smokin' in the Boys' Room" (cover de Brownsville Station) (Koda, Lutz) - 3:27
- "Louder Than Hell" (Sixx) - 2:32
- "Keep Your Eye on the Money" (Sixx) - 4:40
- "Home Sweet Home" (Sixx, Neil, Lee) - 3:59
- "Tonight (We Need a Lover)" (Sixx, Neil) - 3:37
- "Use It or Lose It" (Sixx, Mars, Neil, Lee) - 2:39
- "Save Our Souls" (Sixx, Neil) - 4:13
- "Raise Your Hands to Rock" (Sixx) - 2:48
- "Fight For Your Rights" (Sixx, Mars) - 3:50

### Reedição 2003
- "Home Sweet Home" (Demo Version) - 4:24
- "Smokin' in the Boys' Room" (Alternate Guitar Solo-Rough Mix) - 3:34
- "City Boy Blues" (Demo Version) - 4:28
- "Home Sweet Home" (Instrumental Rough Mix) - 2:58
- "Keep Your Eye on the Money" (Demo Version) - 3:49
- "Tommy's Drum Piece from Cherokee Studios" - 3:16
- "Home Sweet Home" (Music Video)

## Paradas
Album - Billboard (América do Norte)
| Ano  | Parada        | Posição |
| ---- | ------------- | ------- |
| 1986 | Billboard 200 | 6       |